# Oppigårds Bryggeri

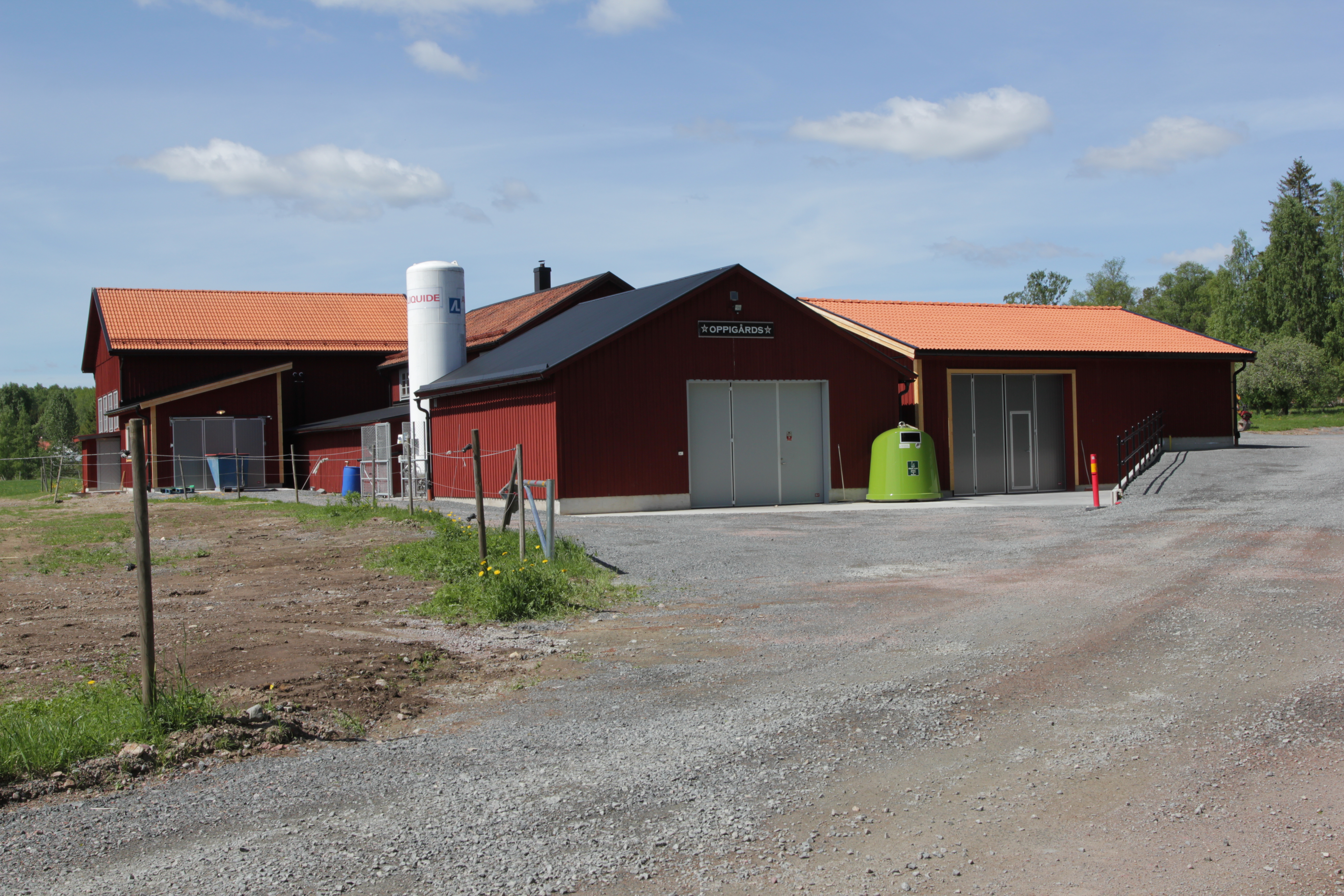
Oppigårds Bryggeri 2013.

Oppigårds Bryggeri är ett mikrobryggeri i Ingvallsbenning i Hedemora kommun, Dalarnas län. Bryggeriet grundades av Björn Falkeström som började bygga bryggeriet 1996. 
Bryggeriet är ett av Sveriges mest framgångsrika mikrobryggerier, och har vunnit flera priser på Stockholm Beer and Whisky Festival, bland annat tre guldmedaljer, två silver och ett brons på 2010 års festival.

## Historia

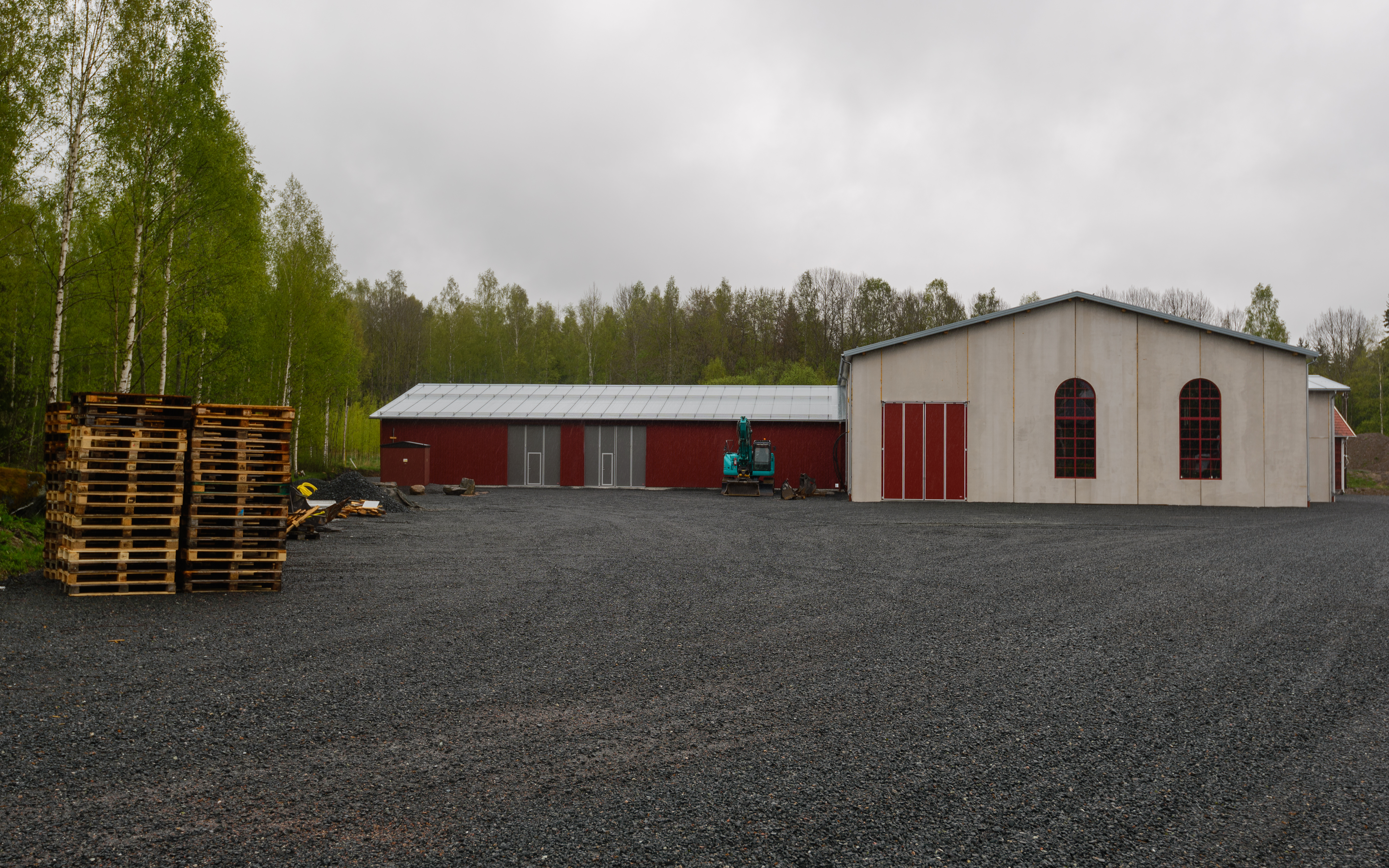
Bryggeriets nya byggnad i maj 2015.

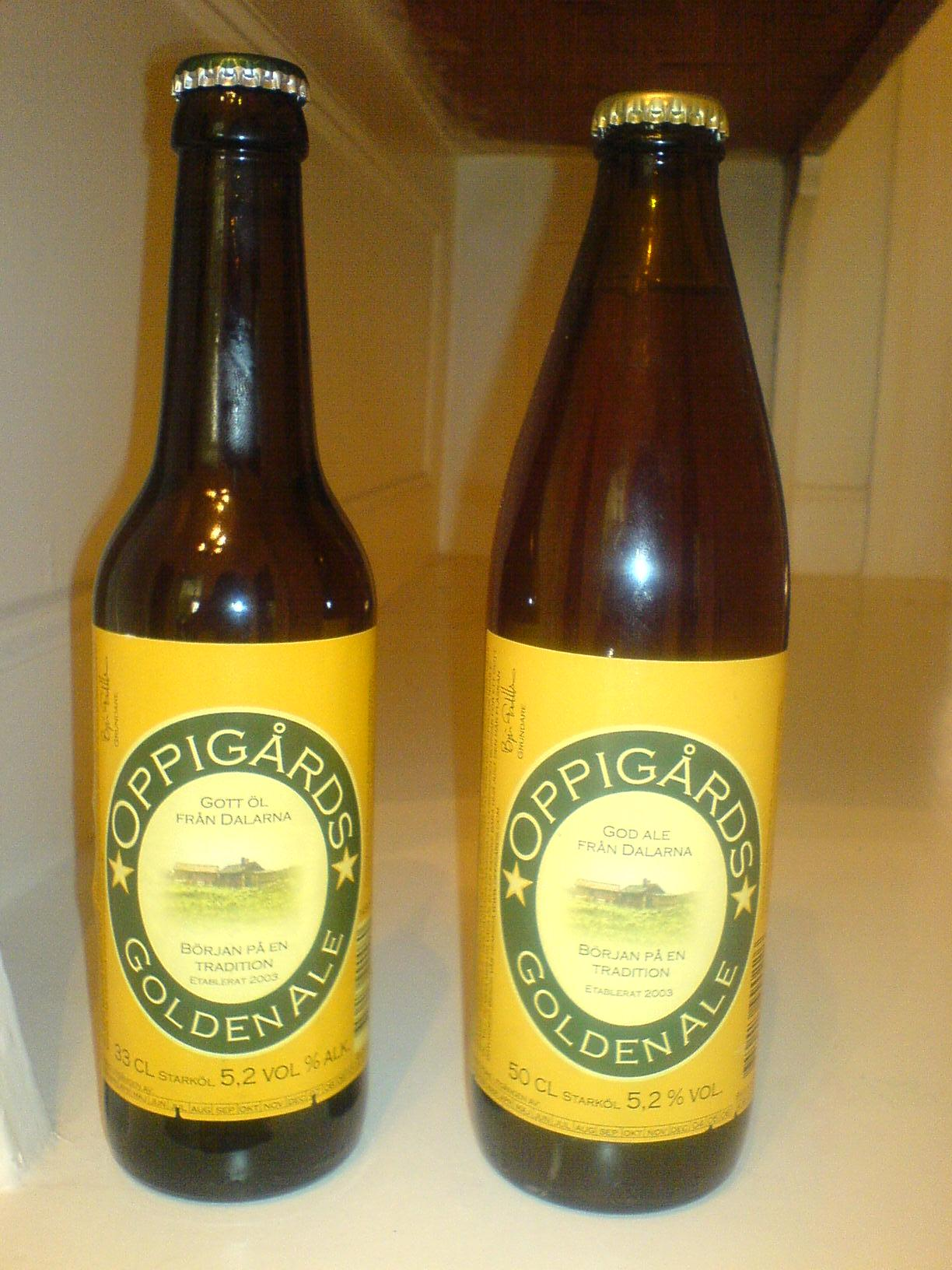
Oppigårds Golden Ale.
Vänster: Nya flaskan (33cl)
Höger: Gamla flaskan (50cl)

Hösten 2003 fick bryggeriet tillstånd från Statens folkhälsoinstitut, och på nyårsafton samma år krossades malten till bryggeriets första ölsats.
År 2006 kom Oppigårds Golden Ale in i det ordinarie sortimentet på Systembolaget. 
2013 hade Oppigårds 10 ölsorter i sitt ordinarie sortiment och produktionen låg på omkring en miljon liter öl per år.
Under 2014 har Oppigårds påbörjat en utbyggnad av bryggeriet som ska ha en kapacitet för sex miljoner liter öl - produktionen planeras gå i drift sommaren 2016.[uppföljning saknas]
Produktionsnivån 2014 låg på 1,2 miljoner liter per år och antalet anställda var då 14 personer.
2020 bryggdes 2,4 miljoner liter. Under hösten 2020 sålde grundaren Falkeström 70 % av bryggeriet till investeringsbolaget Röko.